# 煥乎堂
株式会社煥乎堂（かんこどう）は、群馬県前橋市に本店を置く書店。創業は明治初期で、社名は孔子が神話上の君主である堯を称えた論語の一節「煥乎として其れ文章あり」（光明なる文化がある）から採られた。前橋本店を含め、群馬県内に4店舗を有し、書籍の販売を行うのはそのうち2店舗である。その他の店舗では、楽器の販売や音楽・英語教室を運営する。本店の玄関には、ラテン語の「QVOD PETIS HIC EST」（もとめるものはここにある）の標語が掲げられているが、これは白井晟一の設計により1954年に完成した旧本店に設置されたものである。郊外型ショッピングセンターに進出した紀伊國屋書店など大型書店への対抗策として、2010年5月には本店3階の1フロアを古書売り場とした。古書の取扱冊数は、同社が扱う書籍の約1/6に当たるおよそ4万冊である。出版事業も行っており、郷土史を中心に発行している。

## 店舗

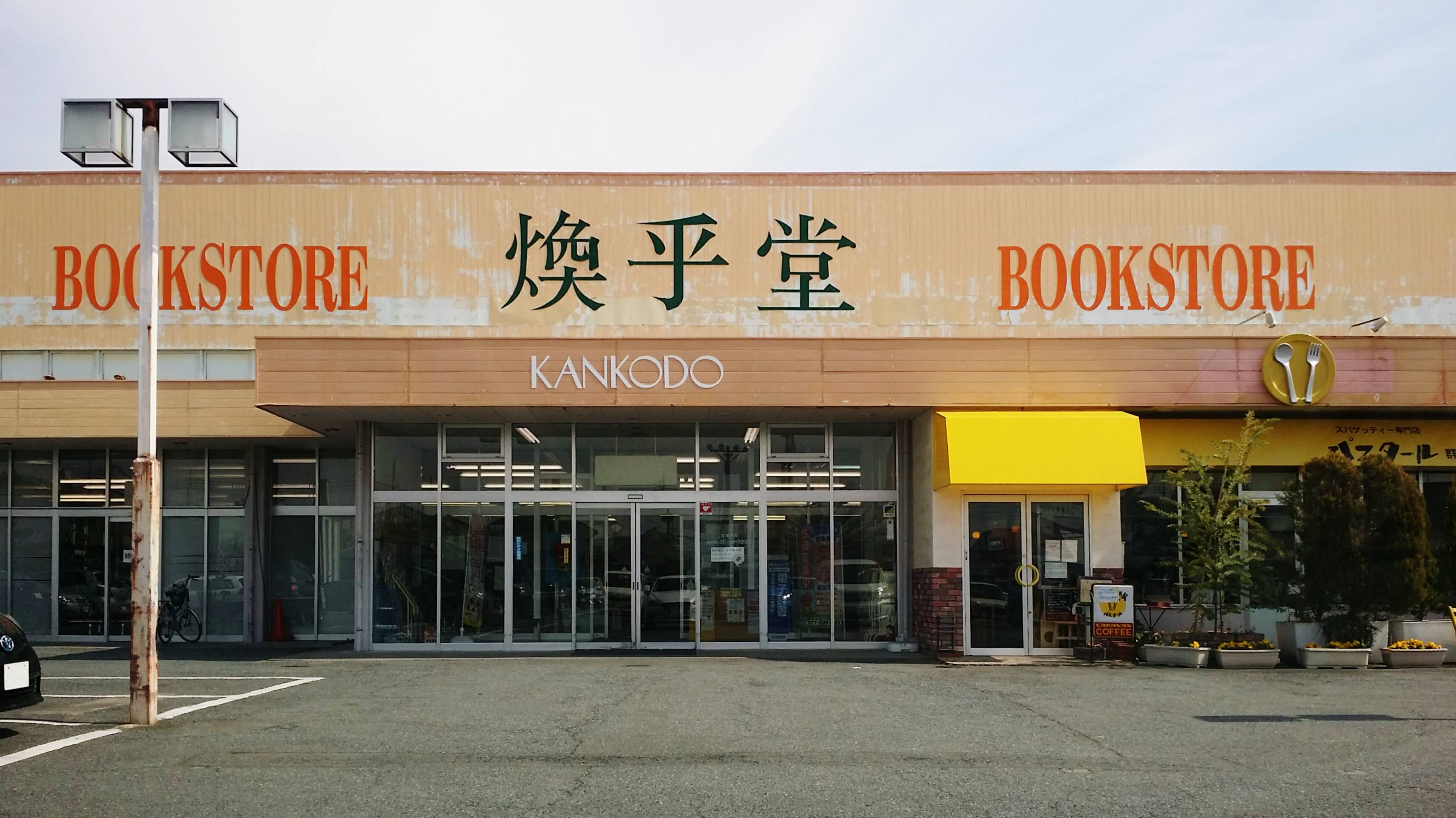
群馬町店

- 前橋本店 - 群馬県前橋市本町一丁目2番13号（書籍・文具・楽器・官報の販売、音楽・英語教室、コンサートホール）
- 伊勢崎店 - 群馬県伊勢崎市連取町3337-7（楽器の販売、音楽・英語教室）
- 群馬町店 - 群馬県高崎市中泉町609-5（書籍・文具の販売、外商部、音楽・英語教室）
- メロディハウス煥乎堂 - 群馬県前橋市下小出町1-30-1（楽器の販売、音楽・英語教室）

## 沿革
- 明治初期 - 創業
- 1921年（大正10年）2月15日 - 会社設立
- 1954年（昭和29年） - 旧本店開店[2]
- 1993年（平成5年）-新本店に移転
- 2010年（平成22年）5月 - 本店に古書コーナー開設[2]

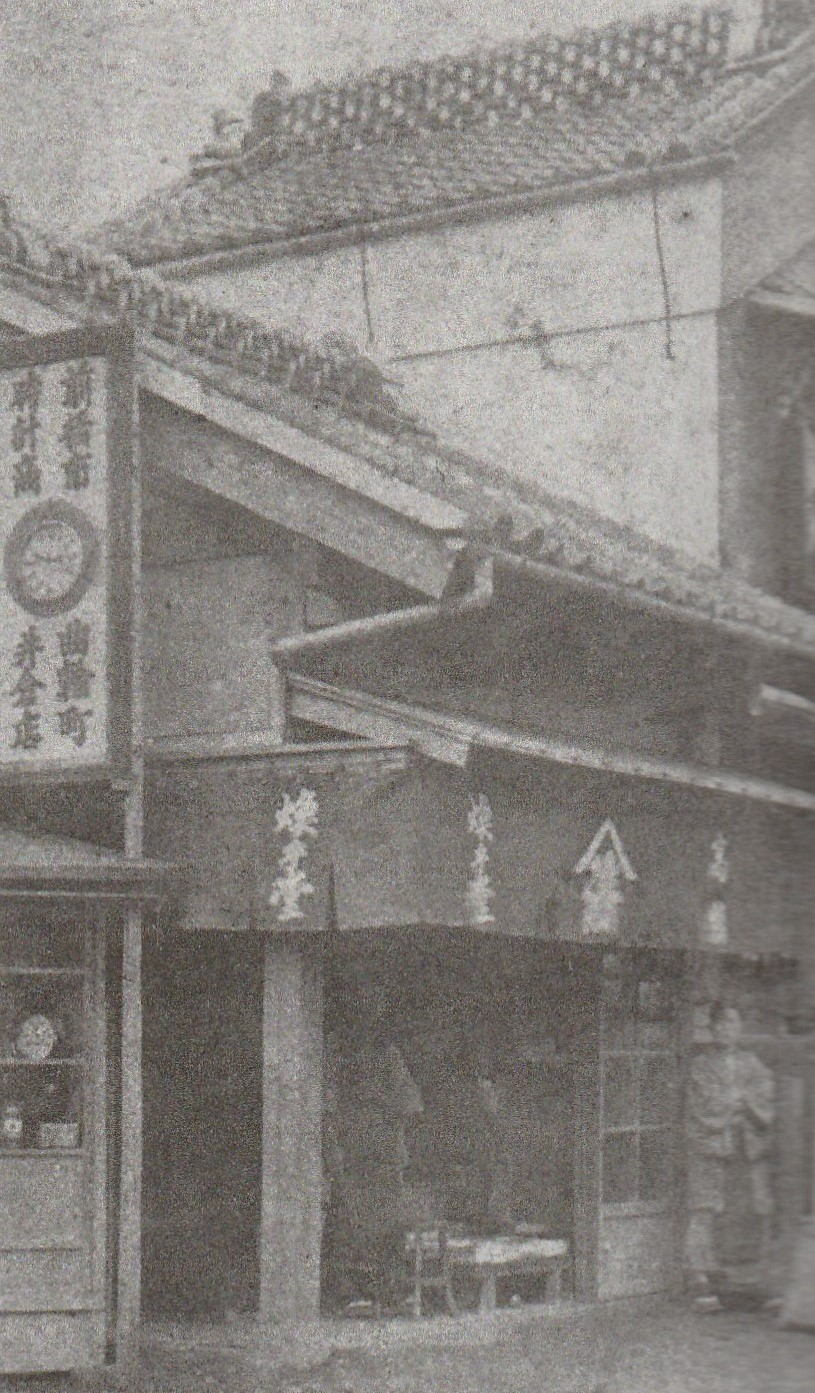
創業間もなく（1887年頃）の煥乎堂
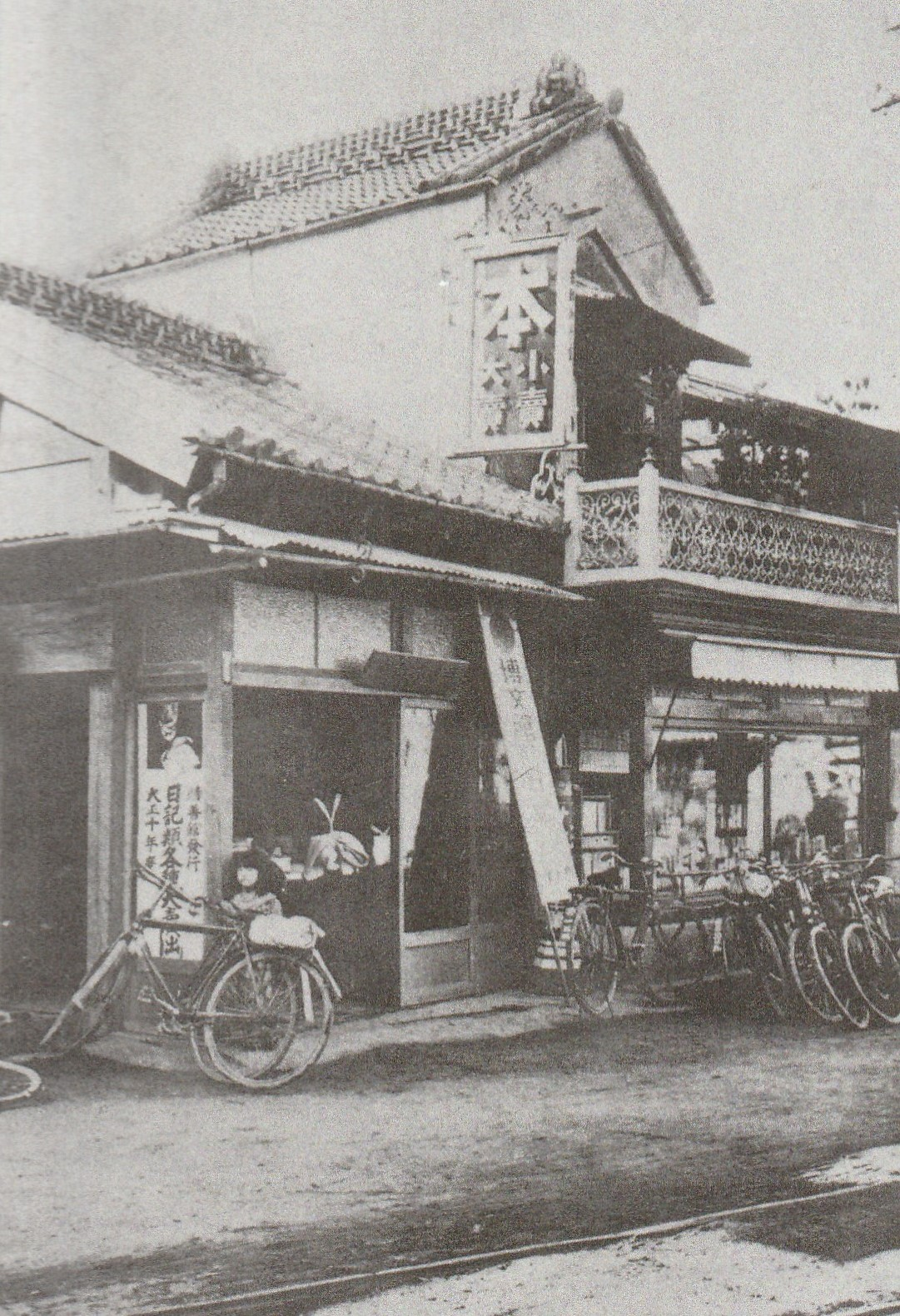
会社設立時（1921年）の煥乎堂